# Scaptochirus
Scaptochirus moschatus — вид ссавців родини Talpidae. Це єдиний вид в межах роду Scaptochirus. Це ендемік Китаю.